# Lijst van voetbalinterlands Paraguay - Uruguay
Deze lijst van voetbalinterlands is een overzicht van alle officiële voetbalwedstrijden tussen de nationale teams van Paraguay en Uruguay. Beide Zuid-Amerikaanse landen speelden tot op heden 79 keer tegen elkaar. Het eerste onderling duel betrof een groepswedstrijd in de strijd om de Copa América 1921 op 9 oktober 1921 in Buenos Aires (Argentinië). De laatste ontmoeting, een kwalificatiewedstrijd voor het Wereldkampioenschap voetbal 2026, vond plaats in Asunción op 5 juni 2025.

## Wedstrijden
| №  | Plaats          | Datum             | Competitie           | Wedstrijd          | Uitslag |
| -- | --------------- | ----------------- | -------------------- | ------------------ | ------- |
| 1  | Buenos Aires    | 9 oktober 1921    | Copa América 1921    | Paraguay – Uruguay | 2 – 1   |
| 2  | Montevideo      | 2 november 1921   | Vriendschappelijk    | Uruguay – Paraguay | 4 – 2   |
| 3  | Rio de Janeiro  | 12 oktober 1922   | Copa América 1922    | Paraguay – Uruguay | 1 – 0   |
| 4  | Montevideo      | 4 november 1923   | Copa América 1923    | Uruguay – Paraguay | 2 – 0   |
| 5  | Montevideo      | 26 oktober 1924   | Copa América 1924    | Uruguay – Paraguay | 3 – 1   |
| 6  | Montevideo      | 14 juli 1925      | Vriendschappelijk    | Uruguay – Paraguay | 0 – 1   |
| 7  | Montevideo      | 18 juli 1925      | Vriendschappelijk    | Uruguay – Paraguay | 0 – 1   |
| 8  | Santiago        | 1 november 1926   | Copa América 1926    | Uruguay – Paraguay | 6 – 1   |
| 9  | Asunción        | 15 augustus 1925  | Vriendschappelijk    | Paraguay – Uruguay | 1 – 0   |
| 10 | Asunción        | 19 augustus 1925  | Vriendschappelijk    | Paraguay – Uruguay | 0 – 1   |
| 11 | Asunción        | 23 augustus 1925  | Vriendschappelijk    | Paraguay – Uruguay | 0 – 0   |
| 12 | Asunción        | 15 augustus 1928  | Vriendschappelijk    | Paraguay – Uruguay | 3 – 1   |
| 13 | Asunción        | 19 augustus 1928  | Vriendschappelijk    | Paraguay – Uruguay | 1 – 1   |
| 14 | Buenos Aires    | 1 november 1929   | Copa América 1929    | Paraguay – Uruguay | 3 – 0   |
| 15 | Buenos Aires    | 2 januari 1937    | Copa América 1937    | Paraguay – Uruguay | 4 – 2   |
| 16 | Lima            | 5 februari 1939   | Copa América 1939    | Uruguay – Paraguay | 3 – 1   |
| 17 | Montevideo      | 28 januari 1942   | Copa América 1942    | Uruguay – Paraguay | 3 – 1   |
| 18 | Buenos Aires    | 8 februari 1946   | Copa América 1946    | Paraguay – Uruguay | 2 – 1   |
| 19 | Guayaquil       | 13 december 1947  | Copa América 1947    | Paraguay – Uruguay | 4 – 2   |
| 20 | São Paulo       | 20 april 1949     | Copa América 1949    | Uruguay – Paraguay | 2 – 1   |
| 21 | Rio de Janeiro  | 30 april 1950     | Vriendschappelijk    | Paraguay – Uruguay | 3 – 2   |
| 22 | Lima            | 12 maart 1953     | Copa América 1953    | Paraguay – Uruguay | 2 – 2   |
| 23 | Montevideo      | 10 april 1954     | Vriendschappelijk    | Uruguay – Paraguay | 1 – 4   |
| 24 | Asunción        | 18 april 1954     | Vriendschappelijk    | Paraguay – Uruguay | 1 – 1   |
| 25 | Santiago        | 9 maart 1955      | Copa América 1955    | Uruguay – Paraguay | 3 – 1   |
| 26 | Montevideo      | 21 januari 1956   | Copa América 1956    | Uruguay – Paraguay | 4 – 2   |
| 27 | Asunción        | 15 juli 1956      | Vriendschappelijk    | Paraguay – Uruguay | 2 – 2   |
| 28 | Asunción        | 14 juli 1957      | WK 1958 kwalificatie | Paraguay – Uruguay | 5 – 0   |
| 29 | Montevideo      | 28 juli 1957      | WK 1958 kwalificatie | Uruguay – Paraguay | 2 – 0   |
| 30 | Buenos Aires    | 18 maart 1959     | Copa América 1959    | Uruguay – Paraguay | 3 – 1   |
| 31 | Montevideo      | 1 mei 1959        | Vriendschappelijk    | Uruguay – Paraguay | 1 – 3   |
| 32 | Guayaquil       | 22 december 1959  | Copa América 1959    | Uruguay – Paraguay | 1 – 1   |
| 33 | Montevideo      | 13 juli 1960      | Vriendschappelijk    | Uruguay – Paraguay | 2 – 1   |
| 34 | Asunción        | 25 april 1965     | Vriendschappelijk    | Paraguay – Uruguay | 2 – 1   |
| 35 | Montevideo      | 1 mei 1965        | Vriendschappelijk    | Uruguay – Paraguay | 4 – 0   |
| 36 | Asunción        | 15 mei 1966       | Vriendschappelijk    | Paraguay – Uruguay | 2 – 2   |
| 37 | Montevideo      | 18 mei 1966       | Vriendschappelijk    | Uruguay – Paraguay | 3 – 1   |
| 38 | Montevideo      | 29 januari 1967   | Copa América 1967    | Uruguay – Paraguay | 2 – 0   |
| 39 | Asunción        | 2 juni 1968       | Vriendschappelijk    | Paraguay – Uruguay | 0 – 0   |
| 40 | Montevideo      | 10 maart 1976     | Vriendschappelijk    | Uruguay – Paraguay | 2 – 2   |
| 41 | Asunción        | 12 januari 1977   | Vriendschappelijk    | Paraguay – Uruguay | 1 – 1   |
| 42 | Montevideo      | 23 januari 1977   | Vriendschappelijk    | Uruguay – Paraguay | 2 – 1   |
| 43 | Asunción        | 12 juni 1975      | Vriendschappelijk    | Paraguay – Uruguay | 0 – 1   |
| 44 | Montevideo      | 19 juni 1975      | Vriendschappelijk    | Uruguay – Paraguay | 0 – 1   |
| 45 | Asunción        | 19 mei 1976       | Vriendschappelijk    | Paraguay – Uruguay | 1 – 0   |
| 46 | Asunción        | 20 september 1979 | Copa América 1979    | Paraguay – Uruguay | 0 – 0   |
| 47 | Montevideo      | 26 september 1979 | Copa América 1979    | Uruguay – Paraguay | 2 – 2   |
| 48 | Asunción        | 2 juni 1983       | Vriendschappelijk    | Paraguay – Uruguay | 0 – 0   |
| 49 | Montevideo      | 9 juni 1983       | Vriendschappelijk    | Uruguay – Paraguay | 3 – 0   |
| 50 | Montevideo      | 25 augustus 1983  | Vriendschappelijk    | Uruguay – Paraguay | 0 – 0   |
| 51 | Montevideo      | 3 februari 1985   | Vriendschappelijk    | Uruguay – Paraguay | 1 – 0   |
| 52 | Asunción        | 10 februari 1985  | Vriendschappelijk    | Paraguay – Uruguay | 1 – 3   |
| 53 | Asunción        | 29 september 1988 | Vriendschappelijk    | Paraguay – Uruguay | 3 – 1   |
| 54 | Montevideo      | 12 oktober 1988   | Vriendschappelijk    | Uruguay – Paraguay | 2 – 0   |
| 55 | Rio de Janeiro  | 12 juli 1989      | Copa América 1989    | Paraguay – Uruguay | 0 – 3   |
| 56 | Montevideo      | 9 juli 1995       | Copa América 1995    | Uruguay – Paraguay | 1 – 0   |
| 57 | Montevideo      | 2 juni 1996       | WK 1998 kwalificatie | Uruguay – Paraguay | 0 – 2   |
| 58 | Asunción        | 30 april 1997     | WK 1998 kwalificatie | Paraguay – Uruguay | 3 – 1   |
| 59 | Ciudad del Este | 17 juni 1999      | Vriendschappelijk    | Paraguay – Uruguay | 2 – 3   |
| 60 | Asunción        | 10 juli 1999      | Copa América 1999    | Paraguay – Uruguay | 1 – 1   |
| 61 | Maldonado       | 17 november 1999  | Vriendschappelijk    | Uruguay – Paraguay | 0 – 1   |
| 62 | Asunción        | 26 april 2000     | WK 2002 kwalificatie | Paraguay – Uruguay | 1 – 0   |
| 63 | Montevideo      | 28 maart 2001     | WK 2002 kwalificatie | Uruguay – Paraguay | 0 – 1   |
| 64 | Asunción        | 10 september 2003 | WK 2006 kwalificatie | Paraguay – Uruguay | 4 – 1   |
| 65 | Tacna           | 18 juli 2004      | Copa América 2004    | Paraguay – Uruguay | 1 – 3   |
| 66 | Montevideo      | 17 november 2004  | WK 2006 kwalificatie | Uruguay – Paraguay | 1 – 0   |
| 67 | Asunción        | 17 oktober 2007   | WK 2010 kwalificatie | Paraguay – Uruguay | 1 – 0   |
| 68 | Montevideo      | 28 maart 2009     | WK 2010 kwalificatie | Uruguay – Paraguay | 2 – 0   |
| 69 | Buenos Aires    | 24 juli 2011      | Copa América 2011    | Uruguay – Paraguay | 3 – 0   |
| 70 | Asunción        | 11 oktober 2011   | WK 2014 kwalificatie | Paraguay – Uruguay | 1 – 1   |
| 71 | Montevideo      | 22 maart 2013     | WK 2014 kwalificatie | Uruguay − Paraguay | 1 − 1   |
| 72 | La Serena       | 20 juni 2015      | Copa América 2015    | Uruguay − Paraguay | 1 − 1   |
| 73 | Montevideo      | 6 september 2016  | WK 2018 kwalificatie | Uruguay − Paraguay | 4 − 0   |
| 74 | Asunción        | 5 september 2017  | WK 2018 kwalificatie | Paraguay − Uruguay | 1 − 2   |
| 75 | Montevideo      | 3 juni 2021       | WK 2022 kwalificatie | Uruguay − Paraguay | 0 − 0   |
| 76 | Rio de Janeiro  | 28 juni 2021      | Copa América 2021    | Uruguay − Paraguay | 1 − 0   |
| 77 | Asunción        | 27 januari 2022   | WK 2022 kwalificatie | Paraguay – Uruguay | 0 – 1   |
| 78 | Montevideo      | 6 september 2024  | WK 2026 kwalificatie | Uruguay − Paraguay | 0 – 0   |
| 79 | Asunción        | 5 juni 2025       | WK 2026 kwalificatie | Paraguay – Uruguay | 2 − 0   |

## Samenvatting
| Competitie        | Totaal gespeeld | Winst Paraguay | Gelijk | Winst Uruguay | Doelsaldo Paraguay – Uruguay |
| ----------------- | --------------- | -------------- | ------ | ------------- | ---------------------------- |
| WK-kwalificatie   | 18              | 8              | 4      | 6             | 22 − 16                      |
| Copa América      | 27              | 6              | 6      | 15            | 33 − 55                      |
| Vriendschappelijk | 34              | 12             | 10     | 12            | 41 − 45                      |
| Totaal            | 79              | 26             | 20     | 33            | 96 − 116                     |

## Details

### Eerste ontmoeting
| Copa América 1921 (Buenos Aires, Argentinië, 9 oktober 1921): |       |                     |
| Paraguay                                                      | 2 – 1 | Uruguay             |
| Gerardo Rivas 9' Ildefonso López 66'                          | goals | 83' José Piendibene |

### Tweede ontmoeting
| Vriendschappelijk (Montevideo, Uruguay, 2 november 1921):                    |       |                                        |
| Uruguay                                                                      | 4 – 2 | Paraguay                               |
| Felipe Buffoni 14' Felipe Buffoni 22' Antonio Cámpolo 49' Felipe Buffoni 53' | goals | ??' Ildefonso López ??' Agustin Zelada |

### Derde ontmoeting
| Copa América 1922 (Rio de Janeiro, Brazilië, 12 oktober 1922): |       |         |
| Paraguay                                                       | 1 – 0 | Uruguay |
| Carlos Elizeche 7'                                             | goals |         |

### Vierde ontmoeting
| Copa América 1923 (Montevideo, Uruguay, 4 november 1923): |       |          |
| Uruguay                                                   | 2 – 0 | Paraguay |
| Héctor Scarone 11' Pedro Petrone 88'                      | goals |          |

### Elfde ontmoeting
| Vriendschappelijk (Asunción, Paraguay, 23 augustus 1925): |       |         |
| Paraguay                                                  | 0 – 0 | Uruguay |
|                                                           | goals |         |

### 39ste ontmoeting
| Vriendschappelijk (Asunción, Paraguay, 2 juni 1968): |       |         |
| Paraguay                                             | 0 – 0 | Uruguay |
|                                                      | goals |         |

### 46ste ontmoeting
| Paraguay | 0 – 0 | Uruguay |
|          | goals |         |

### 48ste ontmoeting
| Vriendschappelijk (Asunción, Paraguay, 2 juni 1983): |       |         |
| Paraguay                                             | 0 – 0 | Uruguay |
|                                                      | goals |         |

### 49ste ontmoeting
| Vriendschappelijk (Montevideo, Uruguay, 9 juni 1983):     |       |          |
| Uruguay                                                   | 3 – 0 | Paraguay |
| Wilmar Cabrera ??' Wilmar Cabrera ??' Fernando Morena ??' | goals |          |

### 50ste ontmoeting
| Vriendschappelijk (Montevideo, Uruguay, 25 augustus 1983): |       |          |
| Uruguay                                                    | 0 – 0 | Paraguay |
|                                                            | goals |          |

### 51ste ontmoeting
| Vriendschappelijk (Montevideo, Uruguay, 3 februari 1985): |       |          |
| Uruguay                                                   | 1 – 0 | Paraguay |
| Enzo Francescoli ??'                                      | goals |          |

### 52ste ontmoeting
| Paraguay                   | 1 – 3 | Uruguay                                         |
| Roberto Benitez ??' (pen.) | goals | ??' Amaro Nadal ??' Amaro Nadal ??' Amaro Nadal |

### 53ste ontmoeting
| Paraguay                                                    | 3 – 1 | Uruguay            |
| Ramón Palacios 40' Julio César Franco 42' Justo Jacquet 43' | goals | 75' Rubén da Silva |

### 54ste ontmoeting
| Uruguay                              | 2 – 0 | Paraguay |
| Rubén da Silva 15' Rubén Pereira 20' | goals |          |

### 55ste ontmoeting
| Paraguay | 0 – 3 | Uruguay                                                  |
|          | goals | 28' Enzo Francescoli 82' Antonio Alzamendi 89' Rubén Paz |

### 56ste ontmoeting
| Uruguay              | 1 – 0 | Paraguay |
| Enzo Francescoli 14' | goals |          |

### 57ste ontmoeting
| WK 1998 kwalificatie (Montevideo, Uruguay, 2 juni 1996):    |       |                                        |
| Uruguay                                                     | 0 – 2 | Paraguay                               |
|                                                             | goals | 10' Francisco Arce 88' Aristides Rojas |
| - Debuut van Luis Alberto Romero (CA Peñarol) voor Uruguay. |       |                                        |

### 58ste ontmoeting
| WK 1998 kwalificatie (Asunción, Paraguay, 30 april 1997):                                                      |              |                      |
| Paraguay | 3 – 1        | Uruguay              |
| Aristides Rojas 37' José Cardozo 73' Derlis Soto 83' (pen.)                                                    | goals        | 87' Darío Silva      |
| Catalino Rivarola 89'                                                                                          | rode kaarten | 17' Alvaro Gutiérrez |
| - De rode kaart van Gutiérrez was zijn vierde rode kaart als international voor Uruguay, een nationaal record. |              |                      |

### 59ste ontmoeting
| Vriendschappelijk (Ciudad del Este, Paraguay, 17 juni 1999): |       |                                                                   |
| Paraguay | 2 – 3 | Uruguay                                                           |
| Roque Santa Cruz 37' Delio Toledo 78' | goals | 11' Gabriel Álvez 12' Federico Magallanes 20' Federico Magallanes |
| - Debuut van doelman Fabián Carini (Danubio FC), Leonel Pilipauskas (CA Bella Vista), Alejandro Lembo (CA Bella Vista), Diego Alonso, Federico Bergara (Club Nacional de Fútbol) en Gabriel Álvez (Club Nacional de Fútbol) voor Uruguay. |       |                                                                   |

### 60ste ontmoeting
| Uruguay              | 1 – 1 | Paraguay                 |
| Marcelo Zalayeta 65' | goals | 15' Miguel Ángel Benítez |

### 61ste ontmoeting
| Uruguay                                               | 0 – 1        | Paraguay                              |
|                                                       | goals        | 11' Miguel Ángel Benítez              |
| Marcelo Otero 26'                                     | rode kaarten | 26' Celso Ayala 89' Raúl Aviniagaldez |
| - Debuut van Alvaro Núñez (Numancia FC) voor Uruguay. |              |                                       |

### 62ste ontmoeting
| WK 2002 kwalificatie (Asunción, Paraguay, 26 april 2000):           |              |                           |
| Paraguay                                                            | 1 – 0        | Uruguay                   |
| Celso Ayala 35'                                                     | goals        |                           |
|                                                                     | rode kaarten | 69' Gonzalo de los Santos |
| - Doelpunt van Alejandro Lembo (Uruguay) afgekeurd in 90ste minuut. |              |                           |

### 63ste ontmoeting
|                                                                  |       |                     |
| Uruguay                                                          | 0 – 1 | Paraguay            |
|                                                                  | goals | 64' Guido Alvarenga |
| - Debuut van Walter Pandiani (Deportivo La Coruña) voor Uruguay. |       |                     |

### 64ste ontmoeting
| WK 2006 kwalificatie (Asunción, Paraguay, 10 september 2003):         |       |                      |
| Paraguay                                                              | 4 – 1 | Uruguay              |
| José Cardozo 27' Carlos Paredes 54' José Cardozo 58' José Cardozo 72' | goals | 23' Javier Chevantón |

### 65ste ontmoeting
|                                                                        |              |                                                         |
| Paraguay                                                               | 1 – 3        | Uruguay                                                 |
| Carlos Gamarra 15'                                                     | goals        | 40' (pen.) Carlos Bueno 65' Darío Silva 88' Darío Silva |
|                                                                        | rode kaarten | 64' Gustavo Varela                                      |
| - Debuut van Sebastián Viera (Club Nacional de Football) voor Uruguay. |              |                                                         |

### 66ste ontmoeting
| WK 2006 kwalificatie (Montevideo, Uruguay, 17 november 2004): |              | |
| Uruguay | 1 – 0        | Paraguay |
| Paolo Montero 78' | goals        | |
| Jorge Fossati | bondscoach   | Aníbal Ruiz |
| Sebastián Viera Diego López Diego Lugano Paolo Montero Guillermo Rodríguez Gustavo Varela 58' Pablo García Álvaro Recoba 69' Javier Delgado Darío Silva 46' Javier Chevantón | opstellingen | Justo Villar Denis Caniza Julio César Cáceres Carlos Gamarra Paulo Da Silva 81' Edgar Barreto Ángel Ortíz Carlos Paredes 81' Mauro Monges 62' Nelson Cuevas José Cardozo |
| Richard Morales 46' Fabián Estoyanoff 58' Vicente Sánchez 69' | wissels      | 62' César Ramírez 81' Diego Gavilán 81' Fredy Bareiro |
| Javier Delgado 21' Paolo Montero 34' Diego Lugano 63' | gele kaarten | 16' Carlos Paredes 89' Fredy Bareiro |

### 67ste ontmoeting
| WK 2010 kwalificatie (Asunción, Paraguay, 17 oktober 2007): |       |         |
| Paraguay                                                    | 1 – 0 | Uruguay |
| Nelson Valdez 15'                                           | goals |         |

### 68ste ontmoeting
| WK 2010 kwalificatie (Montevideo, Uruguay, 28 maart 2009): |       |          |
| Uruguay                                                    | 2 – 0 | Paraguay |
| Diego Forlán 29' Diego Lugano 57'                          | goals |          |

### 69ste ontmoeting
| Finale Copa América 2011 (Buenos Aires, Argentinië, Estadio Monumental Antonio Vespucio Liberti, 24 juli 2011):                                                                |              | |
| Uruguay | 3 – 0        | Paraguay |
| Luis Suárez 11' Diego Forlán 41' Diego Forlán 90' | goals        | |
| Oscar Tabárez | bondscoach   | Gerardo Martino |
| Fernando Muslera Maxi Pereira Diego Lugano Sebastián Coates Martín Cáceres 88' Álvaro González Diego Pérez 69' Egidio Arévalo Ríos Álvaro Pereira 63' Diego Forlán Luis Suárez | opstellingen | Justo Villar Iván Piris Paulo da Silva Darío Verón Elvis Marecos 64' Enrique Vera Néstor Ortigoza 64' Víctor Cáceres Cristian Riveros Nelson Haedo Valdez 76' Pablo Zeballos |
| Edinson Cavani 63' Sebastián Eguren 69' Diego Godín 88' | wissels      | 64' Marcelo Estigarribia 64' Hernán Pérez 76' Lucas Barrios |
| Martín Cáceres 17' Diego Pérez 24' Maxi Pereira 29' Sebastián Coates 85' | gele kaarten | 26' Víctor Cáceres 57' Enrique Vera |

### 70ste ontmoeting
| WK 2014 kwalificatie (Asunción, Paraguay, 11 oktober 2011): |       |                  |
| Paraguay                                                    | 1 – 1 | Uruguay          |
| Richard Ortíz 90'                                           | goals | 67' Diego Forlán |

### 71ste ontmoeting
| WK 2014 kwalificatie (Montevideo, Uruguay, 22 maart 2013): |       |                   |
| Uruguay                                                    | 1 – 1 | Paraguay          |
| Luis Suárez 82'                                            | goals | 86' Edgar Benítez |

### 72ste ontmoeting
| Copa América 2015 (La Serena, Chili, 20 juni 2015): |       |                   |
| Uruguay                                             | 1 – 1 | Paraguay          |
| José María Giménez 29'                              | goals | 44' Lucas Barrios |

### 73ste ontmoeting
| WK 2018 kwalificatie (Montevideo, Uruguay, 6 september 2016): |              | |
| Uruguay | 4 – 0        | Paraguay |
| Edinson Cavani 18' Cristian Rodríguez 42' Luis Suárez 45+1' (pen.) Edinson Cavani 54'                                                                                              | goals        | |
| Oscar Tabárez | bondscoach   | Francisco Arce |
| Fernando Muslera Diego Godín José María Giménez Mathías Corujo Gastón Silva Gastón Ramírez 86' Egidio Arévalo Carlos Sánchez Cristian Rodríguez Edinson Cavani 72' Luis Suárez 76' | opstellingen | Diego Barreto Paulo da Silva Salustiano Candia Pablo Aguilar Jorge Moreira 56' Víctor Ayala Óscar Romero Cristian Riveros 65' Néstor Ortigoza Ángel Romero 46' Dario Lezcano |
| Cristhian Stuani 72' Abel Hernández 76' Álvaro Pereira 86' | wissels      | 46' Federico Santander 56' Miguel Almirón 65' Marcos Riveros |
| José María Giménez 9' Gastón Ramírez 56' | gele kaarten | 74' Pablo Aguilar |

APF · A-internationals · Selecties · Bondscoaches · Paraguayaans vrouwenelftal · Paraguay U21 · Paraguay U20 · Paraguay U19 · Paraguay U18 · Paraguay U17
1919 – 1929 · 
1930 – 1939 · 
1940 – 1949 · 
1950 – 1959 · 
1960 – 1969 · 
1970 – 1979 · 
1980 – 1989 · 
1990 – 1999 · 
2000 – 2009 · 
2010 – 2019 ·
2020 − 2029
WK 1930 · 
WK 1950 · 
WK 1958 · 
WK 1986 · 
WK 1998 · 
WK 2002 · 
WK 2006 · 
WK 2010
OS 1992 · 
OS 2004
1919 · 
1920 · 
1921 · 
1922 · 
1923 · 
1924 · 
1925 · 
1926 · 
1927 · 
1928 · 
1929 · 
1930 · 
1931 · 
1932–1936 · 
1937 · 
1938 · 
1939 · 
1940 · 
1941 · 
1942 · 
1943 · 
1944 · 
1945 · 
1946 · 
1947 · 
1948 · 
1949 · 
1950 · 
1951–1952 · 
1953 · 
1954 · 
1955 · 
1956 · 
1957 · 
1958 · 
1959 · 
1960 · 
1961 · 
1962 · 
1963 · 
1964 · 
1965 · 
1966 · 
1967 · 
1968 · 
1969 · 
1970 · 
1971 · 
1972 · 
1973 · 
1974 · 
1975 · 
1976 · 
1977 · 
1978 · 
1979 · 
1980 · 
1981 · 
1982 · 
1983 · 
1984 · 
1985 · 
1986 · 
1987 · 
1988 · 
1989 · 
1990 · 
1991 · 
1992 · 
1993 · 
1994 · 
1995 · 
1996 · 
1997 · 
1998 · 
1999 · 
2000 · 
2001 · 
2002 · 
2003 · 
2004 · 
2005 · 
2006 · 
2007 · 
2008 · 
2009 · 
2010 · 
2011 · 
2012 · 
2013 · 
2014 · 
2015 · 
2016 ·
2017 ·
2018 ·
2019 ·
2020 ·
2021 ·
2022
Argentinië ·
Armenië ·
Australië ·
Bahrein ·
België ·
Bolivia ·
Bosnië en Herzegovina · 
Brazilië ·
Bulgarije ·
Canada ·
Chili ·
China ·
Colombia ·
Costa Rica ·
Denemarken ·
Duitsland ·
Ecuador ·
El Salvador ·
Engeland ·
Frankrijk ·
Georgië ·
Griekenland ·
Guadeloupe ·
Guatemala ·
Honduras ·
Hongarije ·
Hongkong ·
Ierland ·
Indonesië ·
Irak ·
Iran ·
Italië ·
Ivoorkust ·
Jamaica ·
Japan ·
Joegoslavië ·
Jordanië ·
Kameroen ·
Marokko ·
Mexico ·
Nederland ·
Nicaragua ·
Nieuw-Zeeland ·
Nigeria ·
Noord-Korea ·
Noord-Macedonië ·
Noorwegen ·
Oman ·
Oostenrijk ·
Panama ·
Peru ·
Polen ·
Portugal ·
Qatar ·
Roemenië ·
Saoedi-Arabië ·
Schotland ·
Servië ·
Slovenië ·
Slowakije ·
Spanje ·
Togo ·
Trinidad en Tobago ·
Tsjechië ·
Turkije ·
Uruguay ·
Venezuela ·
Verenigde Arabische Emiraten ·
Verenigde Staten ·
Wales ·
Zuid-Afrika ·
Zuid-Korea ·
Zweden
Engeland (2006) · 
Italië (2010) · 
Slovenië (2002) · 
Spanje (2002) · 
Trinidad en Tobago (2006) · 
Zuid-Afrika (2002) · 
Zweden (2006)
AUF · A-internationals · Selecties · Bondscoaches · Uruguayaans vrouwenelftal · Olympisch elftal · Uruguay U21 · Uruguay U20 · Uruguay U19 · Uruguay U18 · Uruguay U17
1900 – 1909 ·
1910 – 1919 ·
1920 – 1929 ·
1930 – 1939 ·
1940 – 1949 ·
1950 – 1959 ·
1960 – 1969 ·
1970 – 1979 ·
1980 – 1989 ·
1990 – 1999 ·
2000 – 2009 ·
2010 – 2019 ·
2020 – 2029
WK 1930 · 
WK 1950 · 
WK 1954 · 
WK 1962 · 
WK 1966 · 
WK 1970 ·
WK 1974 · 
WK 1986 · 
WK 1990 · 
WK 2002 · 
WK 2010 · 
WK 2014 · 
WK 2018
OS 1924 · 
OS 1928 ·
OS 2012
1902 · 
1903 · 
1904 · 
1905 · 
1906 · 
1907 · 
1908 · 
1909 ·
1910 · 
1911 · 
1912 · 
1913 · 
1914 · 
1915 · 
1916 · 
1917 · 
1918 · 
1919 ·
1920 · 
1921 · 
1922 · 
1923 · 
1924 · 
1925 · 
1926 · 
1927 · 
1928 · 
1929 ·
1930 · 
1931 · 
1932 · 
1933 · 
1934 · 
1935 · 
1936 · 
1937 · 
1938 · 
1939 ·
1940 · 
1941 · 
1942 · 
1943 · 
1944 · 
1945 · 
1946 · 
1947 · 
1948 · 
1949 ·
1950 · 
1951 · 
1952 · 
1953 · 
1954 · 
1955 · 
1956 · 
1957 · 
1958 · 
1959 ·
1960 · 
1961 · 
1962 · 
1963 · 
1964 · 
1965 · 
1966 · 
1967 · 
1968 · 
1969 ·
1970 · 
1971 · 
1972 · 
1973 · 
1974 · 
1975 · 
1976 · 
1977 · 
1978 · 
1979 ·
1980 · 
1981 · 
1982 · 
1983 · 
1984 · 
1985 · 
1986 · 
1987 · 
1988 · 
1989 ·
1990 ·
1991 · 
1992 · 
1993 · 
1994 · 
1995 · 
1996 · 
1997 · 
1998 · 
1999 · 
2000 · 
2001 · 
2002 · 
2003 · 
2004 · 
2005 · 
2006 · 
2007 · 
2008 · 
2009 · 
2010 · 
2011 · 
2012 · 
2013 · 
2014 · 
2015 · 
2016 ·
2017 ·
2018 ·
2019 ·
2020 ·
2021 ·
2022 ·
2023 ·
2024
Algerije ·
Angola ·
Argentinië ·
Australië ·
België ·
Bolivia ·
Brazilië ·
Bulgarije ·
Canada ·
Chili ·
China ·
Colombia ·
Costa Rica ·
Cuba ·
DDR ·
Denemarken ·
Duitsland ·
Ecuador ·
Egypte ·
Engeland ·
Estland ·
 Finland ·
Frankrijk ·
Georgië ·
Ghana ·
Guatemala ·
Haïti ·
Honduras ·
Hongarije ·
Ierland ·
India ·
Indonesië ·
Irak ·
Iran ·
Israël ·
Italië ·
Ivoorkust ·
Jamaica ·
Japan ·
Joegoslavië ·
Jordanië ·
Libië ·
Luxemburg ·
Maleisië ·
Mexico ·
Marokko ·
Nederland ·
Nicaragua ·
Nieuw-Zeeland ·
Nigeria ·
Noord-Ierland ·
Noorwegen ·
Oekraïne ·
Oezbekistan ·
Oman ·
Oostenrijk ·
Panama ·
Paraguay ·
Peru ·
Polen ·
Portugal ·
Roemenië ·
Rusland ·
Saarland ·
Saoedi-Arabië ·
Schotland ·
Senegal ·
Servië & Montenegro ·
Singapore ·
Slovenië ·
Sovjet-Unie ·
Spanje ·
Tahiti ·
Thailand ·
Trinidad en Tobago · 
Tsjechië ·
Tsjecho-Slowakije ·
Tunesië · 
Turkije ·
Venezuela ·
Verenigde Arabische Emiraten ·
Verenigde Staten ·
Wales ·
Zuid-Afrika ·
Zuid-Korea ·
Zweden ·
Zwitserland
Argentinië (1986) ·
België (1990) ·
Brazilië (1950) · 
Colombia (2014) ·
Costa Rica (2014) ·
Denemarken (1986) ·
Denemarken (2002) ·
Duitsland (2010) ·
Egypte (2018) ·
Engeland (2014) ·
Frankrijk (2002) ·
Frankrijk (2010) ·
Frankrijk (2018) ·
Ghana (2010) ·
Italië (1990) ·
Italië (2014) ·
Mexico (2010) ·
Nederland (1974) ·
Nederland (2010) ·
Portugal (2018) ·
Rusland (2018) ·
Saoedi-Arabië (2018) ·
Schotland (1986) ·
Senegal (2002) ·
Spanje (1990) ·
West-Duitsland (1986) ·
Zuid-Afrika (2010) ·
Zuid-Korea (1990) ·
Zuid-Korea (2010)